# Yōdh
Cette page contient des caractères spéciaux ou non latins. S’ils s’affichent mal (▯, ?, etc.), consultez la page d’aide Unicode.
Yōdh (ܝ) est la 10e lettre de l'alphabet syriaque.
Son caractère Unicode est 071D.